# Departamento de Seguridad Nacional (España)
El Departamento de Seguridad Nacional (DSN) de España es el órgano de asesoramiento al presidente del Gobierno en materia de seguridad nacional. Se encarga del mantenimiento y adecuado funcionamiento del Centro de Situación del Departamento de Seguridad Nacional para el ejercicio de las funciones de seguimiento y gestión de crisis, y es responsable de impulsar el desarrollo e integración del Sistema de Seguridad Nacional. Asimismo, gestiona y asegura las comunicaciones especiales de la Presidencia del Gobierno.
Su razón de ser reside en la necesidad de reforzar la orgánica de la Presidencia del Gobierno para asistir al Presidente del Gobierno en su responsabilidad de dirigir la política de Seguridad Nacional de España. Fue creado en 2012 en virtud del Real Decreto 1119/2012, de 20 de julio, por el que se procedió a la reestructuración del departamento presidencial, Real Decreto que entró en vigor al día siguiente de su publicación en el Boletín Oficial del Estado.

## Historia

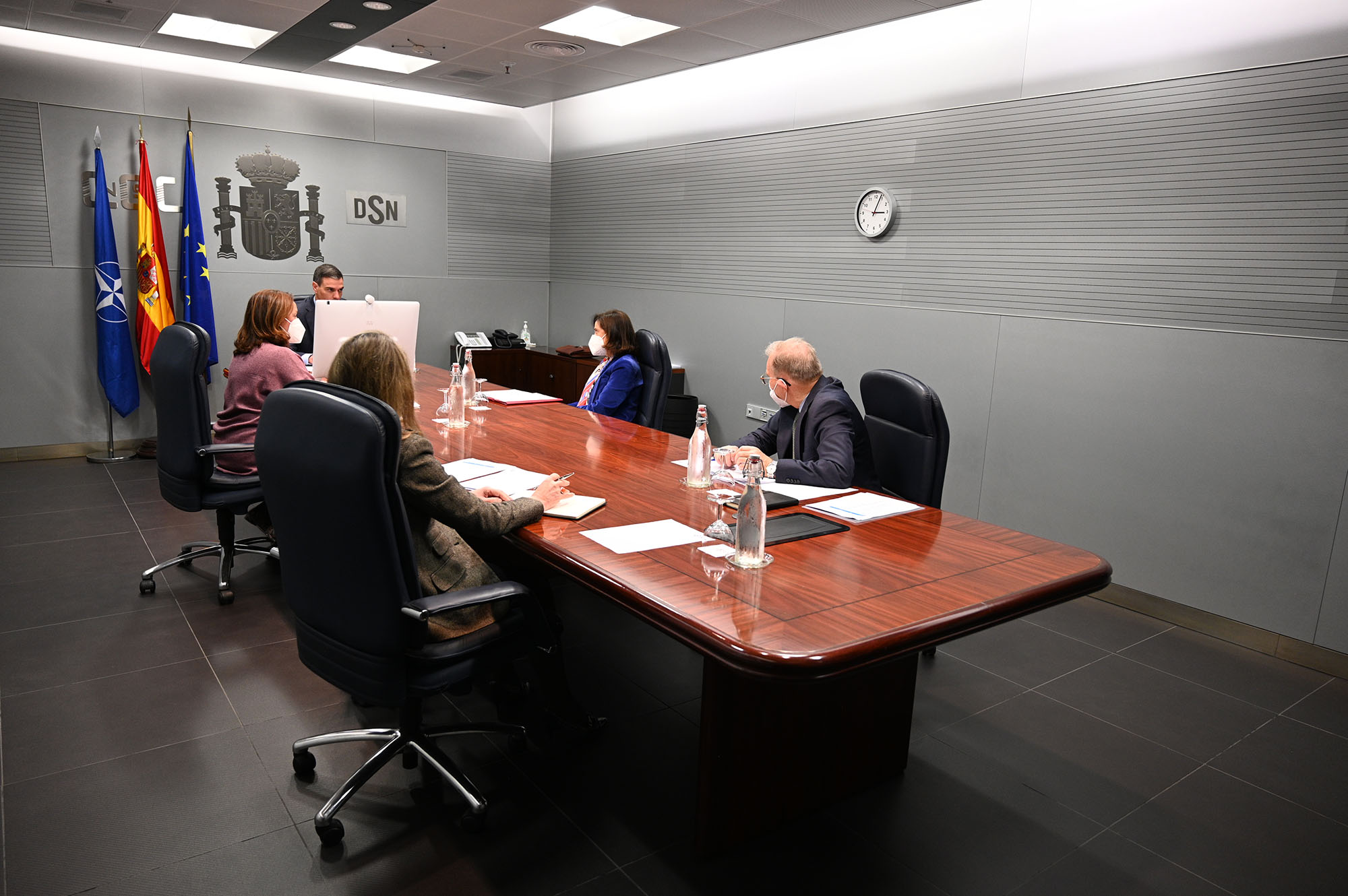
El presidente de Gobierno, junto a otras autoridades, en las instalaciones seguras del DSN.

### Antecedentes
En diciembre de 2009, el presidente José Luis Rodríguez Zapatero encargó a Javier Solana (antiguo secretario general de la OTAN y jefe de la diplomacia europea) la elaboración primera Estrategia Española de Seguridad.
El documento oficial fue dirigido por Javier Solana y elaborado por una Comisión y un grupo de trabajo con representación de diferentes ministerios. Dicho documento contenía las líneas maestras de la Estrategia Española de Seguridad, que entre ellas, proponía la creación de un Consejo Español de Seguridad, que estaría dotado de capacidad ejecutiva, asesoramiento, decisión, propuesta, seguimiento y control, para poder coordinar las labores de Seguridad Nacional. Dicho Consejo Español de Seguridad estaría asistido por una Unidad de Apoyo que actuaría como órgano instrumental para la coordinación, gestión de crisis, liderazgo y seguimiento de la Estrategia Española de Seguridad. La Unidad de Apoyo se encuadraría dentro del Gabinete del Ministerio de la Presidencia y estaría compuesta por un equipo multidisciplinar compuesto por Funcionarios Civiles del Estado, Personal Fuerzas y Cuerpos de Seguridad del Estado y Personal de las Fuerzas Armadas. La Unidad de Apoyo heredaría al personal del Departamento de Infraestructura y Seguimiento de Situaciones de Crisis (DISSC), el cual se reformaría para adaptarse a las nuevas necesidades definidas en la Estrategia Española de Seguridad.

### Aprobación de la Estrategia Española de Seguridad - 2011
El viernes 24 de junio de 2011 es aprobada la primera Estrategia Española de Seguridad por parte del Consejo de Ministros de José Luis Rodríguez Zapatero.

### Creación del DSN - 2012
Meses después de la aprobación de la Estrategia Española de Seguridad, el 21 de diciembre de 2011, Mariano Rajoy se convirtió en el sexto presidente del Gobierno de la democracia. Consciente de que la política de seguridad nacional tenía que ser una política de consenso y de Estado, el 23 de julio de 2012 reestructura el Ministerio de la Presidencia en virtud del Real Decreto 1119/2012 y crea la Unidad de Apoyo recogida en la Estrategia Española de Seguridad, la cual finalmente pasaría a denominarse Departamento de Seguridad Nacional (DSN) y tendría su sede física en el búnker construido en el subsuelo del complejo del Palacio de la Moncloa.

### Estrategia de Seguridad Nacional - 2013
Tras la creación del DSN, el gobierno le ordena continuar y revisar la Estrategia Española de Seguridad de 2011, para adaptar y actualizar su contenido a los cambios del escenario estratégico. El 31 de mayo de 2013, el Consejo de Ministros aprobó la nueva Estrategia de Seguridad Nacional. Un proyecto compartido, configurando un nuevo Sistema de Seguridad Nacional e implicando a la sociedad civil en los ámbitos de interés prioritario de la Seguridad Nacional.

### Ley de Seguridad Nacional - 2015
El 28 de septiembre de 2015 el Congreso de los Diputados aprueba la Ley de Seguridad Nacional (Ley 36/2015) gracias a los votos del Partido Popular, Partido Socialista y UPyD. El Título II de la Ley crea y desarrolla el Sistema de Seguridad Nacional, sus funciones y organización, designando en su artículo 20 al Departamento de Seguridad Nacional como el órgano de trabajo permanente del Consejo de Seguridad Nacional y de sus órganos de apoyo, ejerciendo las funciones de Secretaría Técnica, así como las demás funciones previstas en la normativa que le sea de aplicación.

### Estrategia de Seguridad Nacional - 2017
El 20 de enero de 2017 el Consejo de Seguridad Nacional aprobó el procedimiento para la elaboración de la Estrategia de Seguridad Nacional 2017 encargando al Departamento de Seguridad Nacional su desarrollo.

### Estrategia de Seguridad Nacional - 2021
- El 25 de junio de 2020, durante la Pandemia de enfermedad por coronavirus de 2019-2020, el director del Gabinete de la Presidencia de Gobierno, Iván Redondo, compareció[13] ante la primera reunión de la Comisión Mixta de Seguridad Nacional de las Cortes de la XIV legislatura de España donde se reconoció que la pandemia aconsejaba actualizar las Estrategias de Seguridad Nacional de 2017.
- El 23 de julio de 2020, el Departamento de Seguridad Nacional acogió en su sede[14] una reunión conjunta con los diputados y senadores de la Comisión Mixta de Seguridad Nacional para ofrecerles que participasen en el proceso de elaboración de la nueva Estrategia de Seguridad Nacional y en el desarrollo del Plan Integral de Cultura de Seguridad Nacional.

### Reforma de 2025
A finales de julio de 2025 se reformó el DSN, volviendo esta a estar bajo el paraguas de la Dirección Adjunta del Gabinete, pero manteniendo una dirección independiente. Asimismo, se suprimió la Dirección Operativa del DSN, que se sustituyó por tres unidades del mismo rango: una para Comunicaciones e Infraestructuras del Sistema de Seguridad Nacional, otra para Planificación y Gestión de Crisis y una última para Análisis de Riesgos Asociados al Espacio Digital.

## Funciones
Partiendo del artículo 3 de la Ley de Seguridad Nacional (Ley 36/2015) que entiende por Seguridad Nacional "la acción del Estado dirigida a proteger la libertad, los derechos y bienestar de los ciudadanos, a garantizar la defensa de España y sus principios y valores constitucionales, así como a contribuir junto a nuestros socios y aliados a la seguridad internacional en el cumplimiento de los compromisos asumidos."
Y según el Real Decreto 1119/2012, de 20 de julio, por el que se reestructura la Presidencia del Gobierno, el DSN tiene dos funciones principales:
- Órgano de asesoramiento al Presidente del Gobierno en materia de Seguridad Nacional
  1. Elaborar estudios e informes sobre la Política de Seguridad Nacional, sin perjuicio de las funciones que correspondan a otros órganos.
  2. Asistir al Presidente del Gobierno en el ejercicio de la presidencia del Consejo de Seguridad Nacional, así como al Director del Gabinete de la Presidencia del Gobierno en su condición de Secretario de dicho órgano colegiado del Gobierno.
  3. Elaborar la planificación del desarrollo estratégico de la Seguridad Nacional.
  4. Contribuir a la elaboración de propuestas normativas sobre Seguridad Nacional.
  5. Impulsar el desarrollo legal y reglamentario de la Ley de Seguridad Nacional en coordinación con los órganos y autoridades competentes.
  6. Analizar la evolución de los riesgos y amenazas y de sus potenciadores.

- Gestión de situaciones de crisis:

1. Realizar la alerta temprana y el seguimiento de los riesgos, amenazas y situaciones de crisis en coordinación con los órganos y autoridades competentes.
2. Proporcionar el apoyo y la coordinación adecuada en la gestión de situaciones de crisis, mediante la utilización de los mecanismos de enlace, coordinación e información con las distintas autoridades competentes de las Administraciones Públicas.
3. Mantener y asegurar el adecuado funcionamiento del Centro de Situación del Departamento de Seguridad Nacional y las comunicaciones especiales de la Presidencia del Gobierno, así como proteger su documentación.
4. Dirigir y coordinar la realización de los ejercicios de gestión de crisis planificados por el Departamento, así como aquellos cuya dirección le sea requerida.
5. Contribuir a la elaboración, el mantenimiento y la actualización de los planes de contingencia y de los planes de recursos humanos y materiales necesarios y analizar los escenarios de crisis en coordinación con los órganos competentes.
6. Apoyar en materia de gestión de crisis el adecuado desempeño de las funciones del Comité Especializado de Situación de carácter único para el conjunto del Sistema de Seguridad Nacional de acuerdo con las previsiones de la Ley de Seguridad Nacional.
7. Realizar aquellas actividades que sean necesarias para asegurar la colaboración, cooperación y coordinación de los órganos competentes de la Seguridad Nacional conforme a las disposiciones legales y reglamentarias que sean de aplicación.
8. En el ámbito de la cultura de Seguridad Nacional, realizará estudios y propuestas para fomentar la colaboración privada y la participación ciudadana en los asuntos de la Seguridad Nacional.

Según el Real Decreto 136/2020 de 27 de enero, por el que se reestructura la Presidencia del Gobierno, en su artículo 3 punto 7:
- El Departamento de Seguridad Nacional es el órgano de asesoramiento al Presidente del Gobierno en materia de Seguridad Nacional.
- Mantendrá y asegurará el adecuado funcionamiento del Centro de Situación del Departamento de Seguridad Nacional para el ejercicio de las funciones de seguimiento y gestión de crisis
- impulsará el desarrollo e integración del Sistema de Seguridad Nacional.
- Gestionará y asegurará las comunicaciones especiales de la Presidencia del Gobierno.

## Estructura
Dependiendo directamente del director del Gabinete de la Presidencia del Gobierno, su estructura sería la siguiente:

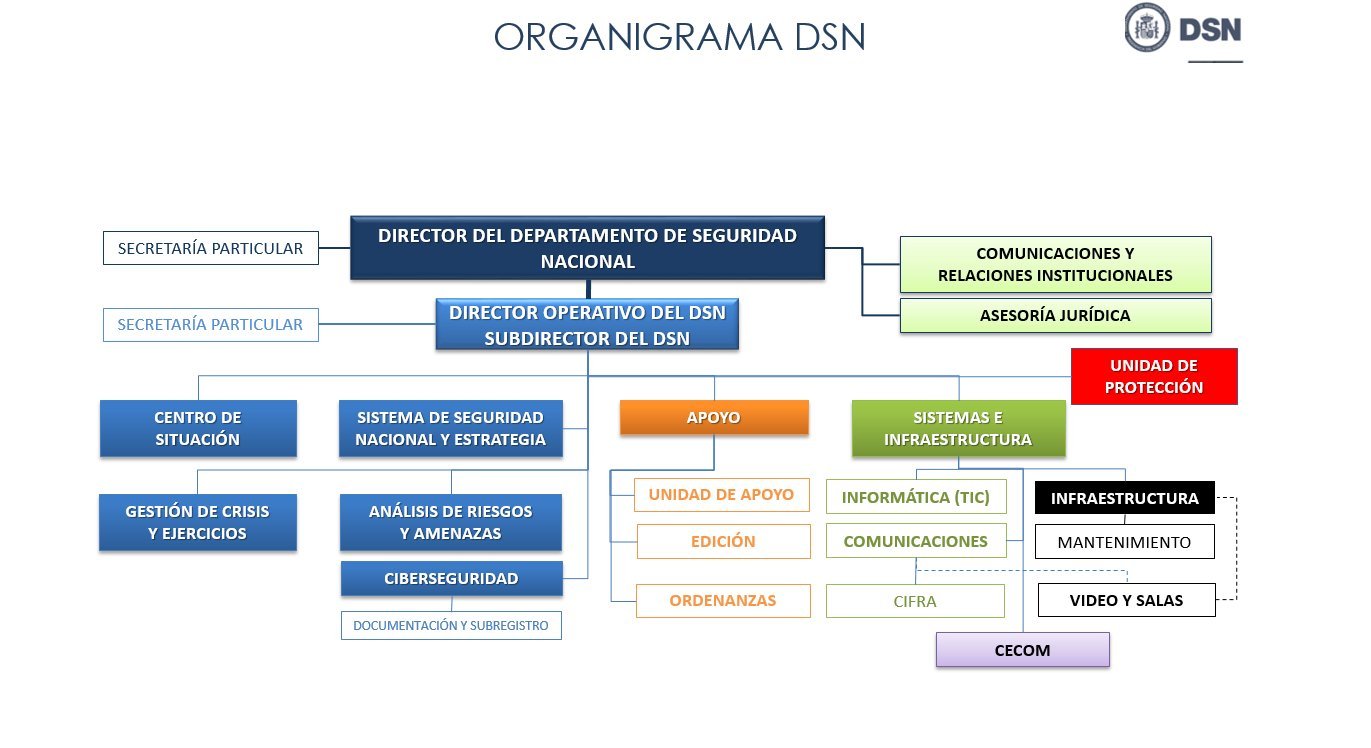
Organigrama DSN https://twitter.com/dsn/status/1069557603427147776

El Centro de Situación del Departamento de Seguridad Nacional (también conocido como el Búnker de la Moncloa) está protegido con el nivel de clasificación de secreto, de conformidad con su regulación específica.

## Altos cargos

### Directores del DSN
Entre 2012 y 2018, el director del DSN era, a la vez, Director Adjunto del Gabinete de la Presidencia del Gobierno. Desde 2018, el director del DSN ostenta el rango de director general y es el principal asesor en materia de seguridad nacional del Presidente del Gobierno, asemejándose sus labores a las del Consejero de Seguridad Nacional de los Estados Unidos o al Asesor de Seguridad Nacional de Reino Unido.
| N.º | Nombre                          | Inicio                  | Final                   | Presidente del Gobierno |
| --- | ------------------------------- | ----------------------- | ----------------------- | ----------------------- |
| 1   | Alfonso de Senillosa            | 23 de julio de 2012     | 27 de enero de 2018     | Mariano Rajoy           |
| 2   | Cristina Ysasi-Ysasmendi        | 27 de enero de 2018     | 9 de junio de 2018      | Mariano Rajoy           |
| 3   | Miguel Ángel Ballesteros Martín | 19 de junio de 2018     | 29 de noviembre de 2023 | Pedro Sánchez           |
| 4   | Loreto Gutiérrez Hurtado        | 29 de noviembre de 2023 | En el cargo             | Pedro Sánchez           |

### Directores operativos del DSN
Entre los años 2012 y 2025 el DSN contó con un director operativo, con rango de subdirector general.
| N.º | Nombre                    | Inicio            | Final               | Presidente del Gobierno |
| --- | ------------------------- | ----------------- | ------------------- | ----------------------- |
| 1   | Fernando Soteras Escartín | diciembre de 2012 | febrero de 2013     | Mariano Rajoy           |
| 2   | Joaquín Castellón Moreno  | febrero de 2013   | noviembre de 2018   | Mariano Rajoy           |
| 3   | Ignacio García Sánchez    | noviembre de 2018 | julio de 2022       | Pedro Sánchez           |
| 4   | Alfredo Ortega Bolado     | julio de 2022     | 28 de julio de 2025 | Pedro Sánchez           |